# Плотен
Плотен (нем. Plothen) — община в Германии, в земле Тюрингия. 
Входит в состав района Заале-Орла. Подчиняется управлению Зеенплатте.  Население составляет 286 человек (на 31 декабря 2010 года). Занимает площадь 8,19 км².